# Anthropocentrisme
 (juillet 2018).
Si vous disposez d'ouvrages ou d'articles de référence ou si vous connaissez des sites web de qualité traitant du thème abordé ici, merci de compléter l'article en donnant les références utiles à sa vérifiabilité et en les liant à la section « Notes et références ».

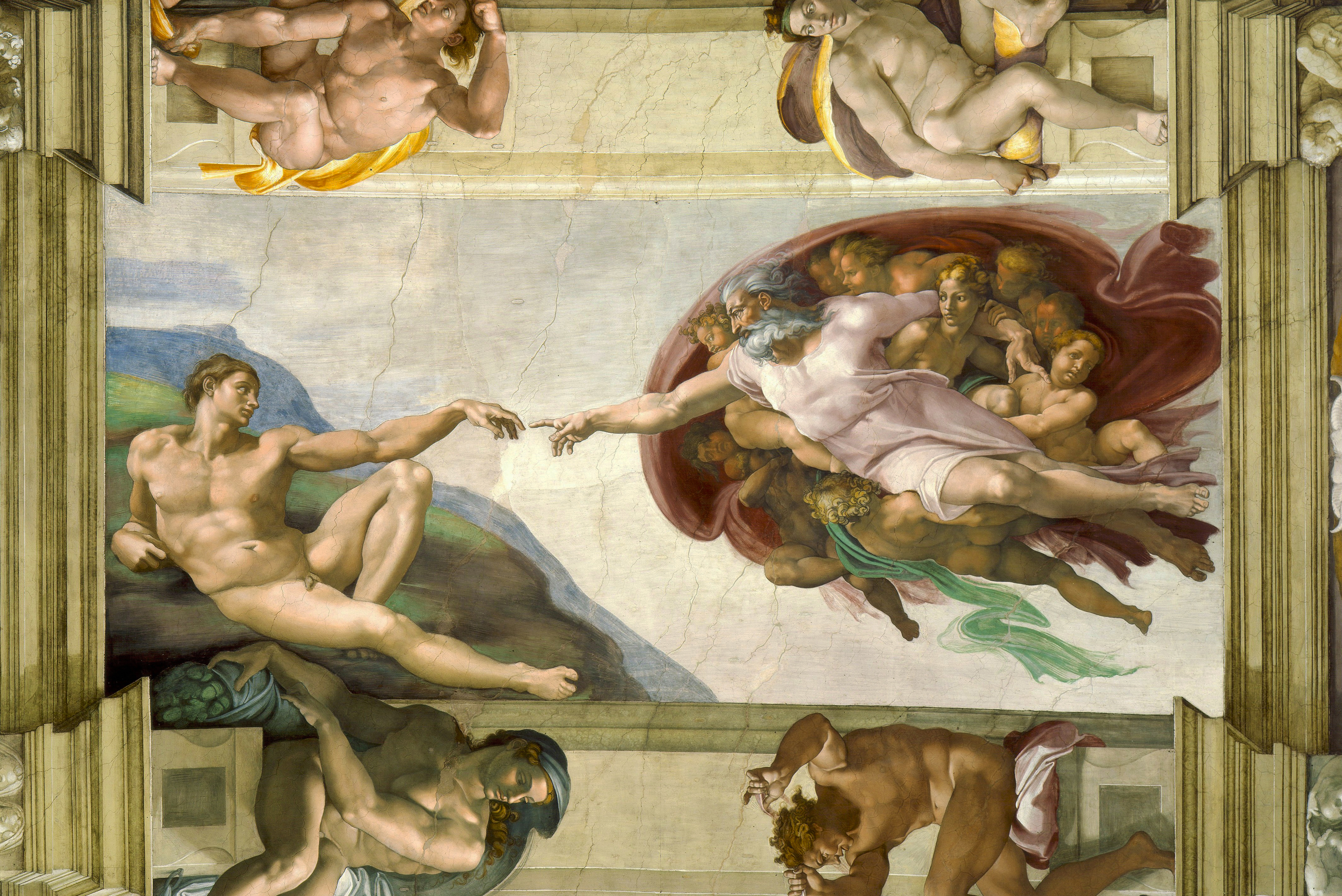
Le récit biblique de la création de l'homme par Dieu, représenté ici par Michel-Ange au XVIe, attribue à l'espèce humaine un statut central dans l'histoire de l'univers.

L’anthropocentrisme est une conception philosophique qui considère l’humain comme l'entité centrale la plus significative de l'Univers et qui appréhende la réalité à travers la seule perspective humaine.
Aristote fut le premier à en développer la théorie en même temps que celle du géocentrisme, conception scientifique qui, elle, a prévalu jusqu'au XVIe siècle et selon laquelle la Terre était le centre de l'univers.
Quand Johannes Kepler et Tycho Brahe sont parvenus à faire admettre les idées de Nicolas Copernic et Galilée selon lesquelles la Terre n'est pas au centre de l'Univers (donc les hommes non plus), l'approche géocentriste a été abandonnée.
L'anthropocentrisme, en revanche, se prolonge encore aujourd'hui sur le plan philosophique et moral avec l'humanisme, idéologie à laquelle il est étroitement lié (et avec laquelle on le confond souvent), qui assigne à l'homme le rôle de mètre-étalon pour mesurer toute chose ou phénomène.
Les conceptions du monde qui lui sont directement opposées sont le théocentrisme (selon lequel Dieu occupe le rôle central de la vie, ayant « existé » avant sa création et pouvant demeurer après son extinction) et le biocentrisme (où le rôle central est attribué à la nature, Dieu en étant absent et l'homme n'apparaissant que comme simple figurant, de passage et sans position hiérarchique par rapport aux autres espèces).

## Anthropocentrisme religieux

### Philosophies antiques

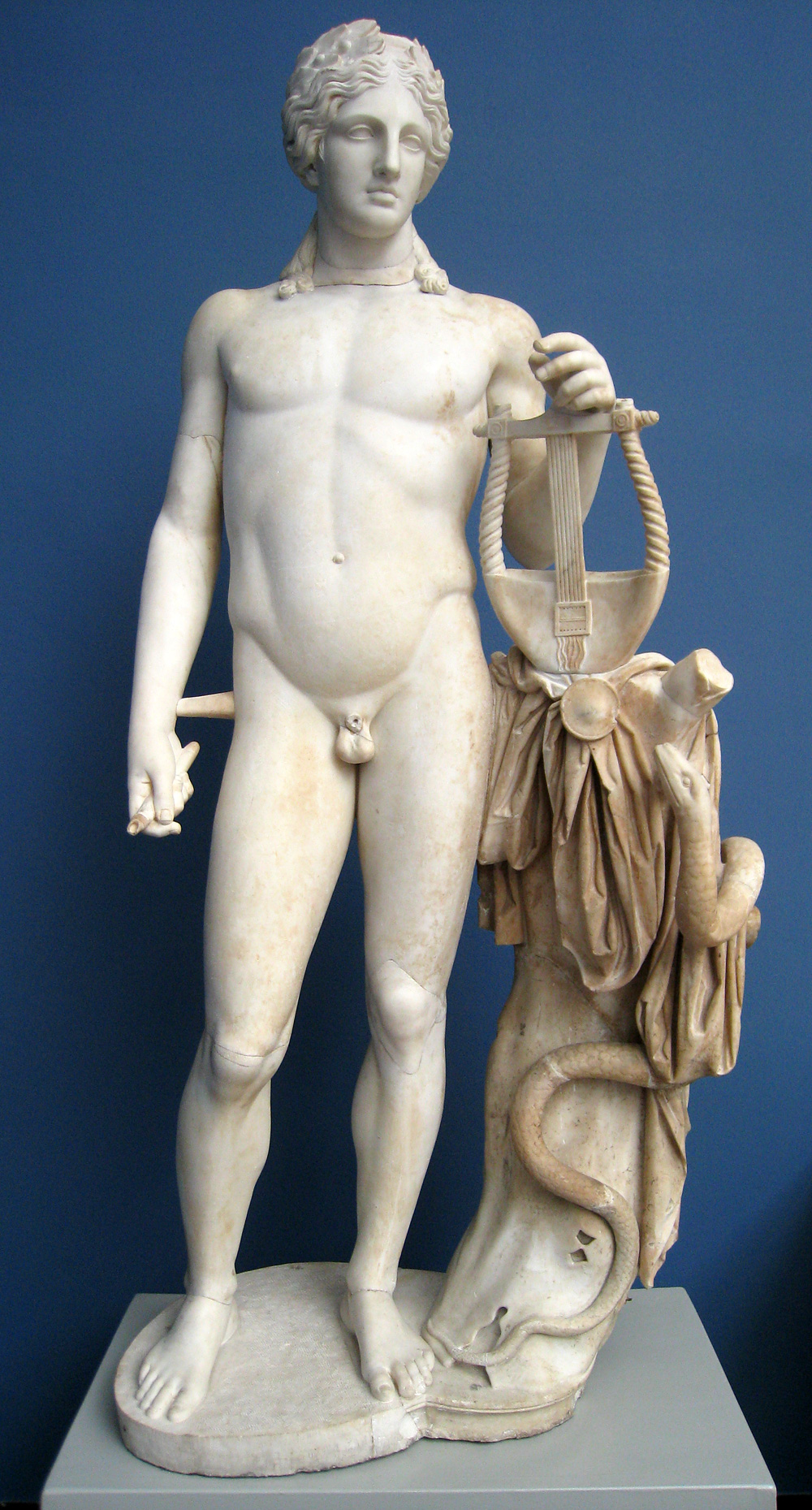
Les Grecs et les Romains représentent leurs dieux sous des apparences humaines.
Ici, une statue romaine représentant le dieu Apollon (IIe s av. J.-C.).

Les mythologies antiques les plus anciennes sont fondées sur des représentations du monde fort différentes de l'anthropocentrisme. Il faut attendre le rationalisme philosophique grec et l'avènement des religions du Livre pour que l'homme développe un point de vue anthropocentré.[non neutre].
Chez des philosophes grecs comme Aristote, cette conception du monde va de pair avec l'idée que l'homme occupe une place centrale dans le monde. La première amorce du concept d'une Scala naturæ avec l'homme au sommet de la hiérarchie des êtres, remonte à Démocrite et à Platon.

### Le judaïsme

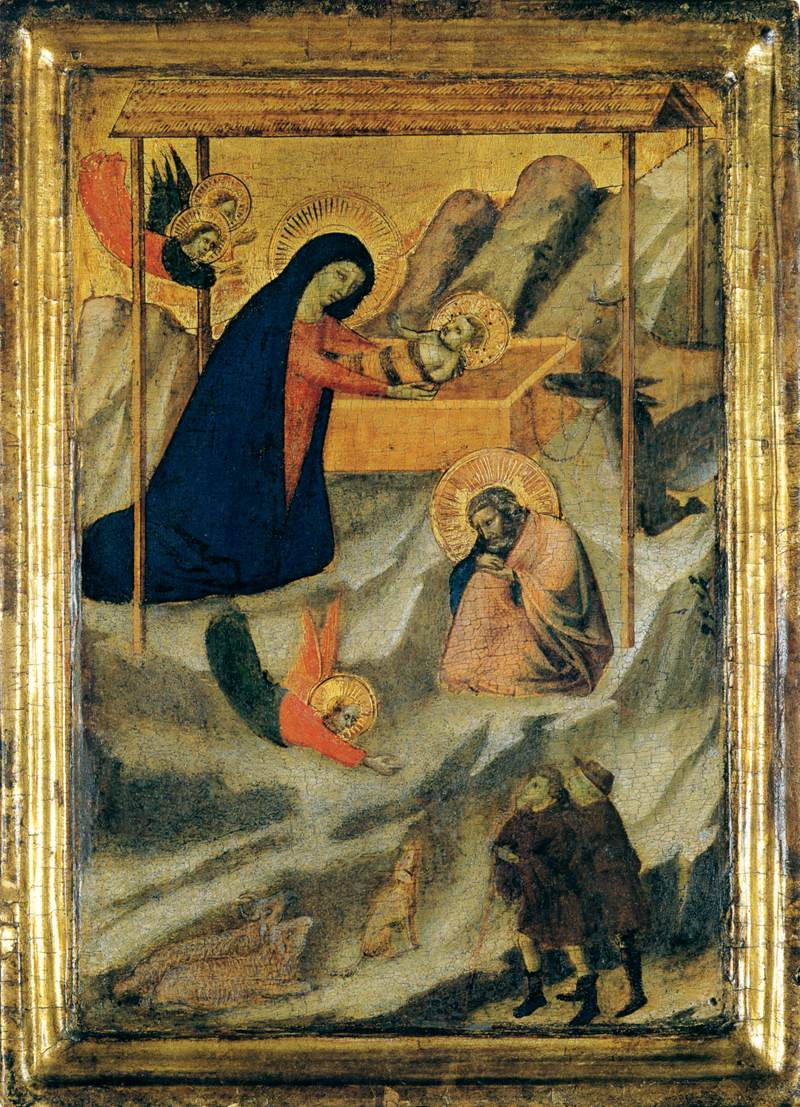
Selon le christianisme, Dieu s'est « fait » homme. Nativité, peinture du.

La religion juive émerge au VIIIe siècle av. J.-C. avec le début de la rédaction du Livre de la Genèse (qui se poursuit jusqu'au IIe siècle av. J.-C.), qui est un récit des origines mythique commençant par celui de la création du monde par Dieu, et par un autre, qui relate la création du premier couple humain, Adam et Ève.
Ce récit confère à l'être humain un rôle explicitement supérieur par rapport aux autres espèces, principalement du fait des capacités de sa conscience et du degré de complexité de son langage.

### Le christianisme
Dans la mesure où la religion chrétienne est fondée sur le mystère de l'incarnation (transformation passagère de Dieu en un homme, Jésus) et celui de la résurrection (retour de Dieu de la condition d'homme à l'état transcendant absolu), la théologie chrétienne, dans son ensemble, développe une vision du monde anthropocentriste : l'homme joue un rôle absolument central dans le processus de la Création : il en constitue le point d'aboutissement par excellence[réf. nécessaire].
Par la suite, les écrits polémiques opposant chrétiens et païens se font l'écho des controverses religieuses et philosophiques occasionnées précisément par l'affirmation de l'anthropocentrisme chrétien. Au IIe siècle, le philosophe Celse, dans son Discours vrai contre les Chrétiens, est l'un des premiers à refuser cette vision du monde.

## Anthropocentrisme séculier

### Influence de l'humanisme

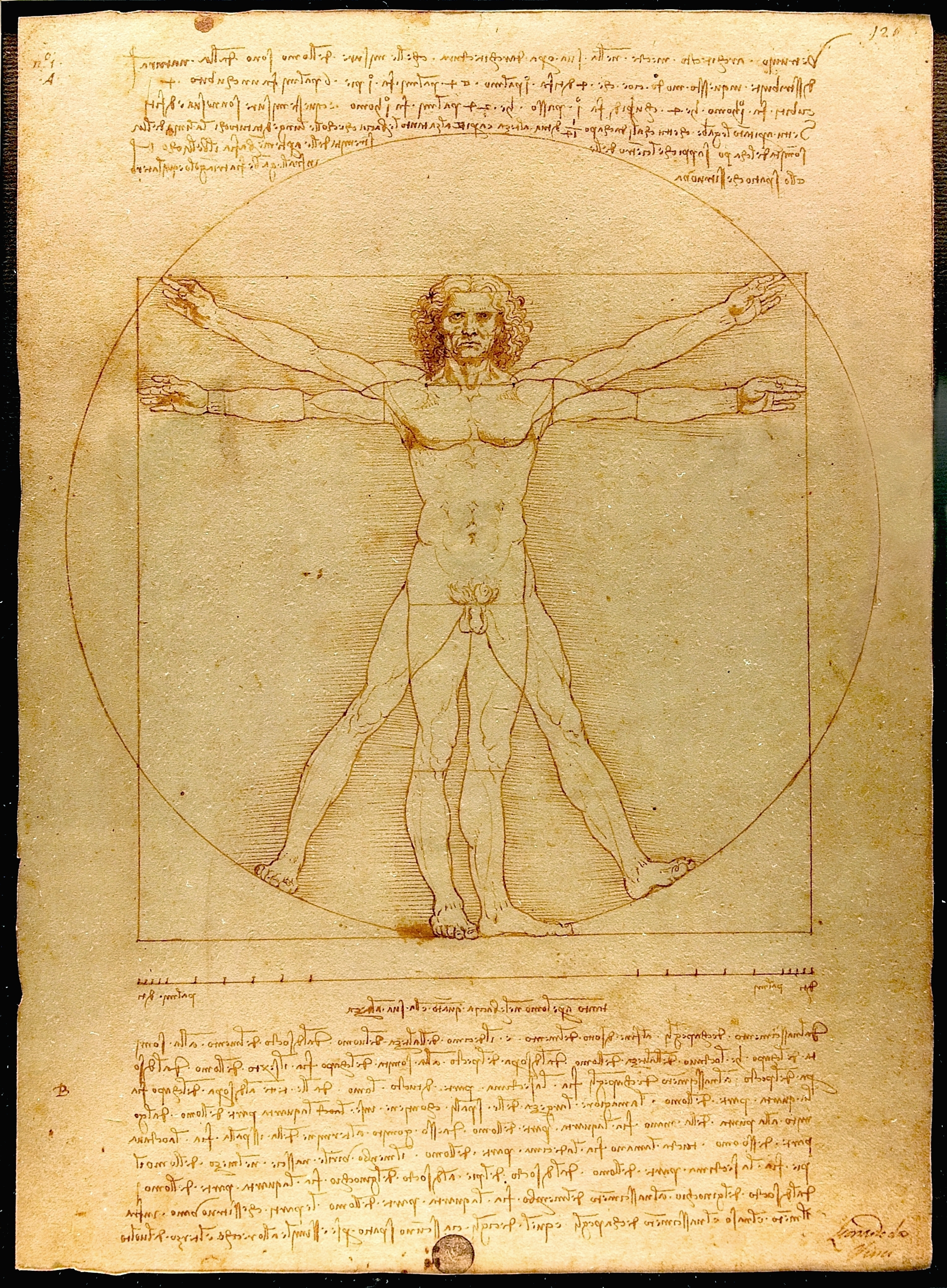
La citation du philosophe grec Protagoras, « L'homme est la mesure de toutes choses », et l'Homme de Vitruve, dessin de Léonard de Vinci (fin), sont les symboles les plus connus de la pensée humaniste.

À la fin du XIVe siècle, en Italie, la bourgeoisie commerçante s'émancipe peu à peu de l'autorité de l'Église et soutient moralement et financièrement tout un ensemble d'artistes et d'intellectuels qui, eux aussi, en réhabilitant la culture gréco-romaine, contribuant à relativiser l'influence du christianisme.
Cette mutation entraîne des conséquences qui restent considérables aujourd'hui et a pour nom « humanisme ». L'anthropocentrisme cesse en effet d'être associé à des conceptions religieuses stricto sensu et s'inscrit en revanche dans le cadre d'une vision matérialiste. Le monde cesse peu à peu d'être perçu comme une pure création divine, un pur mystère ; on commence en revanche à se le représenter comme une donnée objective et connaissable, au moyen de la science. Une connaissance uniquement par l'homme.
Les humains du monde contemporain doivent donc à l'idéologie humaniste la conviction qu'eux seuls sont capables non seulement de connaître toute chose et tout phénomène mais de transformer le monde, en fonction de leurs objectifs et par des moyens techniques.

### Impact de la révolution copernicienne
Les découvertes de Nicolas Copernic débouchent sur un fondamental changement de paradigme dans la représentation du monde. Pour reprendre l'expression du philosophe et historien des sciences Alexandre Koyré, en 1957, l'humanité passe peu à peu d'une conception d'un monde clos à celle d'un univers infini, sans limites connues.
En invalidant une vision du monde où la terre se trouverait au centre de l'univers, Copernic et ses adeptes opèrent une « révolution », la révolution copernicienne, au sens où ils mettent un terme au géocentrisme et lui substituent l'héliocentrisme. Mais ce faisant, ils ne mettent nullement fin à l'anthropocentrisme, bien au contraire, dans la mesure où les humains conservent la conviction qu'eux seuls peuvent non seulement connaître la structure du monde mais le transformer.
C'est ainsi qu'en 1637, dans son Discours de la méthode, Descartes affirme que l'homme doit se « rendre comme maître et possesseur de la nature » : la philosophie naturelle s'émancipe alors radicalement et définitivement de l'Église, point d'aboutissement de l'idéal humaniste.

### Conséquences de l'évolutionnisme

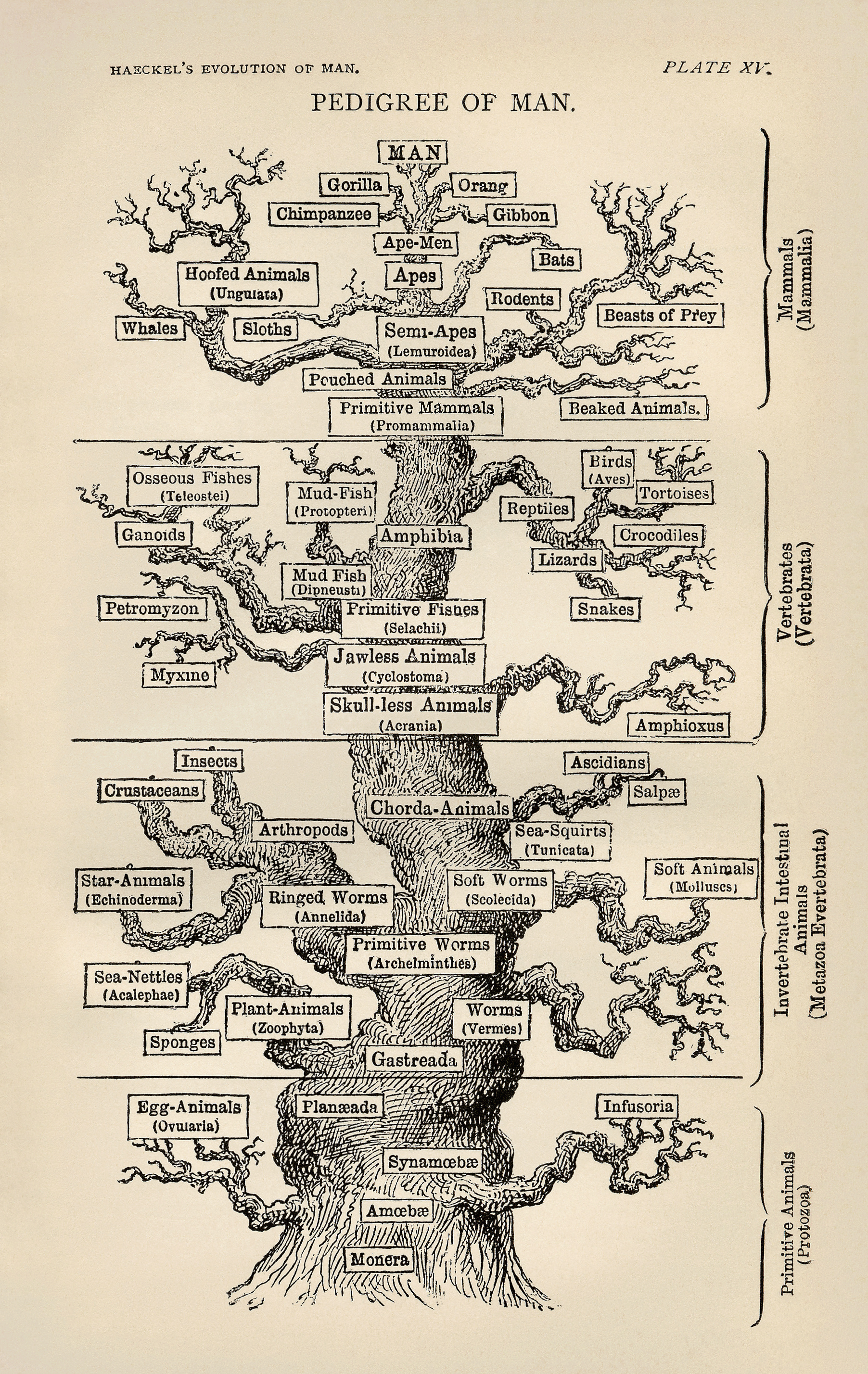
Dans L'évolution de l'Homme (1879), Ernst Haeckel voit en l'homme le point culminant de toute l'évolution.

En 1859, le paléontologue anglais Charles Darwin publie De l'origine des espèces, ouvrage aujourd'hui considéré comme le texte fondateur de la théorie de l'évolution. Sur la base de recherches scientifiques, il avance l'idée que les espèces vivantes, végétales et animales, descendent d'autres espèces, les plus anciennes ayant disparu, et qu'il est possible d'établir une classification en vue de déterminer leurs « liens de parenté » (thèse de la sélection naturelle).
Le livre fait alors scandale car il contredit la théorie religieuse en vigueur à l'époque, à savoir que le monde est une création de Dieu ex nihilo, que les humains sont, depuis toujours, une espèce clairement séparée des espèces animales et que toutes sont immuables. Cependant, la découverte de l'évolution des espèces vivantes par Darwin et de ses adeptes aboutit finalement à ce que, de façon générale, les modèles fixistes (selon lesquels le monde a été créé tel qu'il est encore aujourd'hui) soient réfutés et qu'au contraire il soit admis que le monde est le produit de transformations multiples au fil du temps.
Par-delà leur intérêt scientifique, les thèses de Darwin donnent rapidement naissance à une thèse philosophique, le darwinisme, qui va dans le sens d'un renforcement de l'anthropocentrisme. Selon cette thèse, en effet, l'humanité constitue l'espèce vivante « la plus évoluée », « la plus intelligente », la plus à même — par le biais de la science et de la technique — non seulement de connaître l'univers et transformer le monde mais de s'identifier elle-même dans le contexte général de l'évolution.

## Droits de l'homme
L'anthropocentrisme constitue le fondement de certains concepts naturalistes des droits de l'homme. Les défenseurs de l'anthropocentrisme soutiennent qu'il s'agit de l'hypothèse fondamentale nécessaire pour défendre les droits de l'homme universels, puisque ce qui importe moralement, c'est simplement d'être humain. Par exemple, le philosophe renommé Mortimer J. Adler a écrit : "Ceux qui s'opposent à la discrimination nuisible sur le fondement moral que tous les êtres humains, étant égaux dans leur humanité, devraient être traités également à tous égards qui concernent leur humanité commune, n'auraient aucune base solide dans les faits pour soutenir leur principe normatif." Adler affirme ici qu'ignorer ce qui est maintenant appelé l'exceptionnalisme humain pourrait conduire à la tyrannie, écrivant que si les humains venaient à croire qu'ils ne possèdent pas un statut moral unique, les fondements intellectuels de leurs libertés s'effondreraient : "Pourquoi, alors, des groupes d'hommes supérieurs ne pourraient-ils pas justifier leur asservissement, leur exploitation, voire leur génocide de groupes humains inférieurs sur des bases factuelles et morales semblables à celles sur lesquelles nous nous appuyons actuellement pour justifier notre traitement des animaux que nous utilisons comme bêtes de somme, que nous abattons pour la nourriture et l'habillement, ou que nous détruisons comme porteurs de maladies ou comme prédateurs dangereux ?".

## Statut moral des animaux
L'anthropocentrisme est étroitement lié à la notion de spécisme, défini par Richard D. Ryder comme « un préjugé ou une attitude de biais en faveur des intérêts des membres de sa propre espèce et contre ceux des membres d'autres espèces ». L'un des premiers critiques de l'anthropocentrisme fut J. Howard Moore (en) qui, dans The Universal Kinship (1906), affirma que De l'origine des espèces (1859) de Charles Darwin scellé la fin de l'anthropocentrisme.
Bien que la cognition humaine soit relativement avancée, de nombreux traits traditionnellement utilisés pour justifier l'exceptionnalisme humain (tels que la rationalité, la complexité émotionnelle et les liens sociaux) ne sont pas uniques aux humains. La recherche en éthologie a montré que des animaux non humains, tels que les primates, les éléphants et les cétacés, démontrent également des structures sociales complexes, une profondeur émotionnelle et des capacités de résolution de problèmes. Cela remet en question l'idée que les humains posséderaient des qualités qui sont absentes chez les autres animaux, ce qui justifierait de leur refuser toute considération morale.
Les partisans du bien-être animal attribuent une considération morale à tous les animaux sentients, proportionnelle à leur capacité à éprouver des expériences mentales positives ou négatives. Cela est notamment associé à la théorie éthique de l'utilitarisme, qui vise à maximiser le bien-être. Cette théorie est notamment défendue par Peter Singer. Selon David Pearce, « toutes choses étant égales par ailleurs, des intérêts également forts devraient être traités de manière égale ». Jeremy Bentham est également connu pour avoir soulevé tôt la question du bien-être animal, affirmant que « la question n'est pas : peuvent-ils raisonner ? ni : peuvent-ils parler ? mais : peuvent-ils souffrir ? ». En théorie, les partisans du bien-être animal peuvent accepter l'exploitation animale si les avantages surpassent les torts. Cependant, en pratique, ils considèrent généralement que l'élevage intensif cause une énorme souffrance, qui dépasse de loin les bénéfices que les humains tirent de la consommation d'animaux.
Les défenseurs des droits des animaux soutiennent que tous les animaux possèdent des droits inhérents, similaires aux droits humains, et ne devraient pas être exploités à des fins humaines. Contrairement aux défenseurs du bien-être animal, qui se concentrent sur la minimisation de la souffrance, les partisans des droits des animaux appellent souvent à l'abolition totale des pratiques exploitant les animaux, telles que l'élevage intensif, l'expérimentation animale et la chasse. Des figures éminentes comme Tom Regan soutiennent que les animaux sont des « sujets d'une vie » ayant une valeur inhérente, méritant une considération morale, indépendamment des bénéfices potentiels que les humains pourraient tirer de leur utilisation.

## Critiques

### Critique de l'anthropocentrisme moderne
Dans l'encyclique Laudato si', le pape François voit la racine humaine de la crise écologique et sociale dans la « globalisation du paradigme technocratique » et dans l'« anthropocentrisme moderne ». Selon Michel Mahé, le paradigme technocratique entretient un lien complexe avec l'anthropologie. Pour lui, l'attitude anthropocentrique qui isole et oppose l'homme du reste de l'être trouve sa source en Descartes. Le fondement métaphysique de la philosophie cartésienne est l'affirmation de l'existence du sujet, de l'ego. Il s'agit d'un ego singulier, mais n'importe quel homme affirme pareillement cogito ergo sum. Ainsi, le rapport entre certaines des caractéristiques de la philosophie cartésienne et l'« anthropocentrisme dévié » et ses conséquences dont parle le pape apparaît évidemment.
Hannah Arendt voit également chez Descartes l’origine philosophique d’une forme d’anthropocentrisme qu’elle nomme subjectivisme. Il s’agit d’une tendance accrue vers l’introspection du sujet qui met en doute l’existence d’une réalité extérieure et objective. D’après Arendt, le subjectivisme qui émerge avec Descartes résulte de la révolution copernicienne, confirmée par le télescope de Galilée. Ce dernier prouve que nos sens trahissent la réalité puisqu’il prouve que l’apparence d’un soleil qui tourne autour de la Terre n’est qu’un leurre. Le profond scepticisme du doute cartésien se traduit en élimination de toute certitude vis-à-vis de la réalité extérieure ou d’une vérité révélée. Ce subjectivisme peut être qualifié de solipsisme puisque seuls les processus mentaux et l’introspection d’un sujet singulier acquièrent le statut de réalité certaine. Cette tendance a deux conséquences qui renforcent l’anthropocentrisme, toujours selon Arendt.
D’abord, ce subjectivisme se traduit en méthode scientifique qui propulse les sciences modernes et particulièrement l’astrophysique. Les phénomènes étudiés sont traduits, à l’aide des mathématiques, en opérations logiques et en modèles abstraits qui correspondent aux structures mentales de l’humain. Ceci permet en retour de reproduire, de manipuler et de contrôler les phénomènes ainsi traduits avec l’aide d’instruments et de montages expérimentaux. Le point de départ des sciences modernes est que les humains ne peuvent connaître que ce qu’ils ont fait eux-mêmes, et donc la contemplation est désormais inadéquate pour accéder à la vérité. Le résultat est que les scientifiques nient l’indépendance des objets en les obligeant à se conformer directement aux structures de leurs esprits et à leurs instruments. Ainsi, alors même que les scientifiques tentent d’éliminer le biais anthropocentriste des approches géocentriques ou basées sur la perception, ils doivent paradoxalement étendre leur manipulation, leur emprise et leur domination sur tout ce qui les entoure – jusque dans l’espace – afin de le connaître. C’est pourquoi Arendt écrivit que : "Au lieu de qualités objectives, nous trouvons des appareils, et au lieu de la nature ou de l’univers – pour citer Heisenberg – l’homme ne rencontre que soi". Ainsi les sciences et technologies modernes, même en tentant d’adopter un point de vue universel et affranchi des limites de la perspective humaine, ont néanmoins étendu l’emprise de l’humain sur le monde entier et rendu artificielles toutes choses qui étaient auparavant expérimentées comme données.
Ensuite, toujours selon Arendt, le subjectivisme entraîne l’aliénation du monde, c’est-à-dire la perte d’un sentiment d’appartenance à une réalité objective partagée avec d’autres. La dissolution du monde objectif en états et en processus mentaux subjectifs envahit toutes les sphères et les niveaux de la société et elle rend ses membres étrangers au monde qui devrait les rassembler. Arendt lie cette évolution à l’essor de la psychologie qu’elle accuse d’envahir les sciences humaines et la philosophie. Cette dernière se contenterait, depuis le 17e siècle, d’investiguer l’esprit, la cognition et les sens internes. Cette forme spécifique d’anthropocentrisme – le subjectivisme – constitue selon Arendt une évolution anti-politique parce qu’elle dévalue ce qui est public au profit de ce qui est privé, soit le monde intérieur de l’homme qui n’a toutefois pas d’apparence dans le monde extérieur.

### Philosophie environnementale et écologie

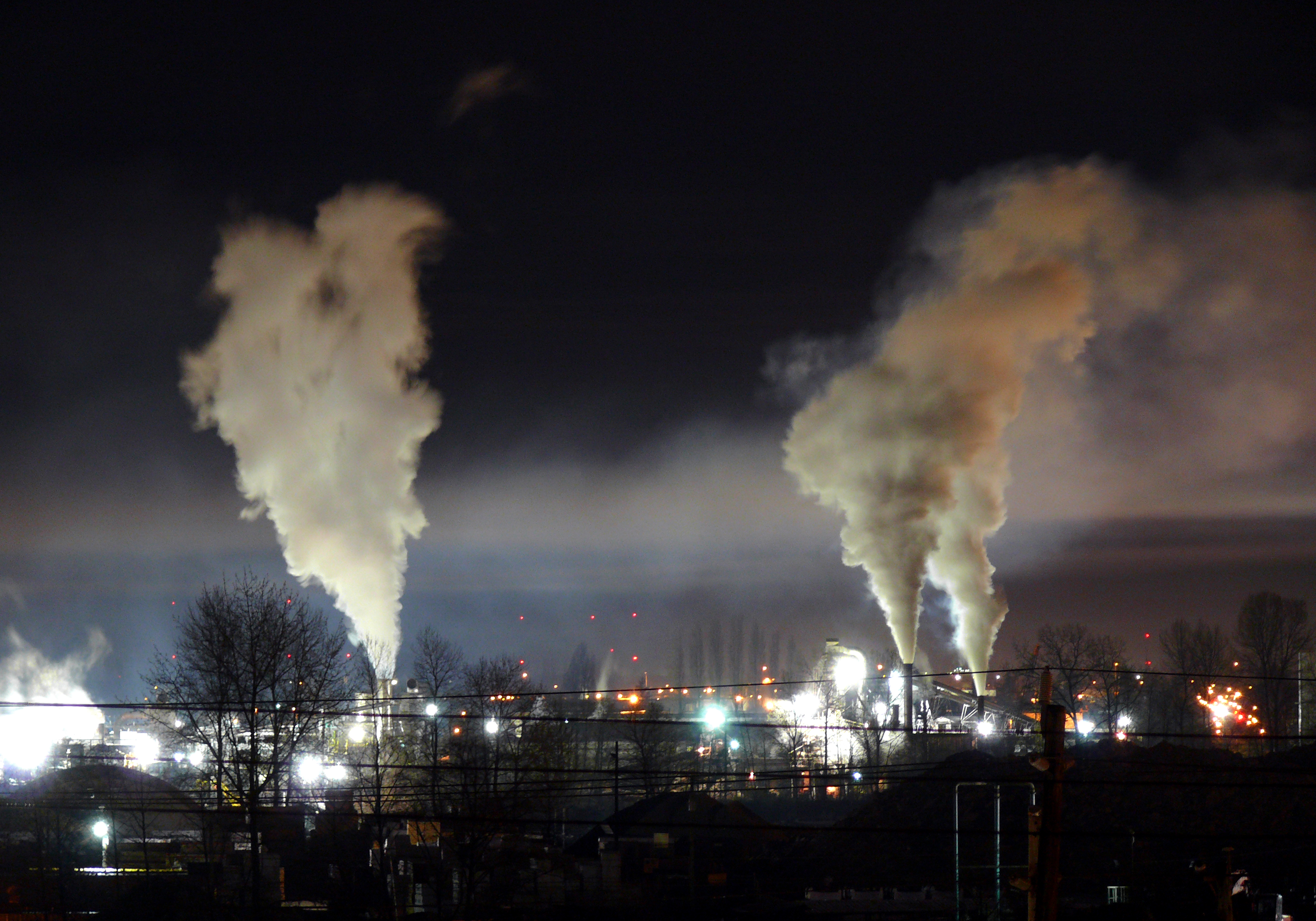
Selon certains critiques, l'anthropocentrisme a généré un mode de vie destructeur de la nature, au point de déclencher une nouvelle ère géologique : l'anthropocène.

À partir du XXe siècle, en particulier après 1945, la philosophie de l'environnement développe de nouvelles réflexions sur les relations entre l'espèce humaine et l'univers, en lien avec le développement des sciences de l'environnement qui ont donné naissance à l'écologie à partir de la fin du XIXe siècle.
À partir des années 1970, ces découvertes et ces réflexions donnent naissance à l'écologie politique et à l'écologisme. Ces courants de pensée mettent en avant la notion d'environnement et de préservation de l'environnement, en s'inquiétant de la pollution d'origine humaine.
Ils sont à l'origine de fortes critiques de l'anthropocentrisme dans la mesure où ils considèrent le mode de vie qui en découle, axé sur la consommation de masse, comme nuisible à l'environnement et, par là, à la survie de l'espèce humaine elle-même. Au point d'affirmer que ce mode de vie a été tellement destructeur qu'il a enclenché une nouvelle ère géologique: l'anthropocène.
Le concept d’anthropocène ainsi que son lien avec l’anthropocentrisme sont controversés, d’abord parce que l’Anthropos responsable des changements climatiques et de la sixième extinction n’est pas un acteur unifié. Un défaut de l’anthropocentrisme consiste à homogénéiser l’Humanité en l’identifiant à un idéal type humain faussement représentatif. C’est pourquoi Bruno Latour écrit que:
« […] l’Anthropocène, malgré son nom, n’est pas une extension immodérée de l’anthropocentrisme, comme si nous pouvions nous enorgueillir d’avoir été changés pour de bon en une sorte de Superman volant en costume rouge et bleu. C’est bien plutôt l’humain comme agent unifié, comme simple entité politique virtuelle, comme concept universel, qui doit être décomposé en plusieurs peuples distincts, dotés d’intérêts contradictoires, de territoires en lutte, et convoqués sous les auspices d’entités en guerre – pour ne pas dire de divinités en guerre. L’Anthropos de l’Anthropocène? C’est Babel après la chute de la tour géante. Enfin l’humain n’est plus unifiable! Enfin il n’est plus hors sol! Enfin il n’est plus hors de l’histoire terrestre!»
Latour souligne un autre aspect paradoxal de l’Anthropocène : ce que certains nomment l’Âge de l’humain en appelle plutôt à relativiser l’exceptionnalisme humain, c’est-à-dire à reconnaître l’entrée en scène d’autres acteurs. Dans le même ordre d’idée, Anna Tsing conçoit notre ère comme “plus-qu'humaine”.

### Théorie de l'acteur-réseau et agentivité des objets
La théorie de l’acteur-réseau, développée entre autres par Bruno Latour, Michel Callon, Madeleine Akrich et John Law, critique l’anthropocentrisme des sciences humaines et surtout de la sociologie. D’après eux, l’anthropocentrisme empêche de comprendre le lien social car il pose comme postulat de base que la société est essentiellement faite d’humains « nus » entre eux, c’est-à-dire d’humains qui entreraient en relation sans médiations matérielles. Latour propose de substituer au concept de société celui de collectif pour mieux rendre compte du rôle des choses non humaines dans la formation, la performativité et le fonctionnement des collectivités. À partir d’une comparaison avec les sociétés babouines, Shirley Strum et Latour constatent que la spécificité des sociétés humaines réside dans la mobilisation de ressources extra-somatiques (extérieures aux corps) et la création de réseaux combinant humains et choses. Ce sont ces réseaux qui stabilisent le lien social au-delà de l’instantanéité des interactions entre individus.
John Law soutient que le rôle d’un individu dans la société relève presque toujours des ramifications matérielles qui débordent des frontières de son propre corps. Au niveau structurel, les hiérarchies, l’ordre et le pouvoir doivent donc être compris comme des effets de réseaux composés de matériaux hétérogènes (c’est-à-dire pas seulement humains), plutôt que comme la capacité d’un groupe dont la force exceptionnelle lui permettrait d’imposer sa volonté aux autres. Ce sont également des réseaux matériels qui permettent à des acteurs humains d’agir à distance, là où ils ne sont pas eux-mêmes. C’est grâce à des assemblages avec des matériaux plus durables que les interactions que les structures sociales se reproduisent par-delà les générations. La stabilisation de la configuration d’un réseau a pour effet de masquer ce dernier, en donnant l’apparence d’une entité qui agit comme un bloc unifié. C’est le cas par exemple de l’État (dont l’action dépend en fait d’aménagements territoriaux, de routes, de bureaux, d’archives, de cartes, de téléphones, etc.) ou d’un mouvement social (dont l’action dépend de supports médiatiques, de pancartes, de canaux de communications, parfois d’armes). Ce n’est que lorsque quelque chose se brise et qu’une entité s’effondre que nous devenons conscients du réseau complexe qui la supportait. Le reste du temps, les sociétés humaines se reproduisent parce qu’elles sont matériellement hétérogènes, donc composées d’autres choses que des humains.
La théorie de l’acteur-réseau ne limite pas sa critique de l’anthropocentrisme à la composition des sociétés. Elle dérobe également les humains de leur prérogative exclusive sur le pouvoir d’agir. D’après cette théorie, l’intentionnalité humaine n’est qu’une forme d’agentivité parmi d’autres, notamment la contingence et la causalité. N’importe quel non-humain qui introduit une différence, un effet, est considéré comme un actant. Son action est relative à son positionnement dans un réseau. D’après Latour, les humains passent leur temps à répondre à l’action des choses, ce qu’il illustre avec l’exemple du ralentisseur sur la route (speed-bump), aussi connu sous le nom de « policier endormi ». Les discours peuvent aussi être des actants parce qu’ils acquièrent une existence indépendante de leurs auteurs, et aussi parce que leurs effets sont généralement redevables à leur réification qui rend possible leur circulation.
La reconnaissance de l’agentivité des objets est une posture analytique et non éthique. Il s’agit d’analyser de façon symétrique le rôle de chaque composante - humaine ou non - d’un réseau donné. Edwin Sayes dit de la théorie de l’acteur-réseau qu’elle est comparable à une grille vide puisqu’elle offre une méthode pour structurer des enquêtes davantage que des affirmations théoriques sur les objets de l’enquête. Il y a néanmoins un fondement théorique et il s’agit d’un rejet de l’anthropocentrisme dans l’enquête sociologique.

### Ethnographie interspécifiques
Plusieurs chercheurs contestent l’anthropocentrisme des sciences biologiques depuis Darwin. Les anthropologues Kirskey et Helmreich soutiennent que la condition humaine se révèle être une relation interspécifique. Eduardo Kohn s’intéresse aux enchevêtrements biotiques entre les humains et d’autres organismes vivants, notamment les animaux, ce qui lui permet de contester la thèse d’un développement prétendument autonome et linéaire de l’espèce humaine. Donna Haraway s’est également penché sur les relations humains-animaux et elle insiste aussi sur la coévolution des humains avec les microbes et les bactéries. Elle utilise la notion de sympoïèse, qu’elle juge plus approprié que celle d’autopoïèse puisque cette dernière reconduit l’illusion de l’individu autosuffisant et surestime l’autonomie des systèmes. D’après Haraway, le « Je » est toujours un « nous », et le devenir est toujours « devenir avec » (becoming with).
Anna Tsing conteste également les théories de l’évolution qui stipulent l’autonomie des espèces. L’être humain ne peut donc pas être considéré comme l’espèce la plus évoluée puisque sa survie est entièrement dépendante des autres. Dans son livre sur les matsutake, elle donne des exemples d’organismes qui se sont associés pour survivre. C’est le cas des termites Macrotermitinae qui ne peuvent digérer leurs aliments que par l’intermédiaire des mycètes à qui elles font une place. C’est aussi le cas des matsutake dont l’existence est due aux interférences humaines dans les forêts de pin et, inversement, les cueilleurs humains dont la vie dépend de l’émergence des matsutake qui restent impossibles à cultiver. Elle soutient que la contamination est une condition ontologique inévitable et qu’il s’agit souvent d’une forme de collaboration pour la survie. La génétique des populations a postulé que le moteur de l’évolution réside dans la capacité d’un gène à faire valoir ses propres intérêts « individuels ». Contre ce postulat, Tsing écrit que :
« Les relations interspécifiques réinscrivent l’évolution du vivant dans l’histoire, étant donné qu’elles ne se font qu’au gré de rencontres fortuites. Elles ne peuvent pas former un système qui s’autorépliquerait à partir de lui-même, car les rencontres interspécifiques sont toujours des évènements, des ''choses qui arrivent'', prises dans une histoire. Des évènements peuvent mener à des situations relativement stables mais ils ne peuvent pas être pris en compte de la même manière que des unités s’autorépliquant ; ils sont toujours soumis aux fruits du hasard et au temps»
Frédéric Keck étudie les conséquences néfastes pour les humains d’une telle contamination, plus précisément les maladies infectieuses et les pandémies qui résultent des interactions entre faune sauvage, humains et faune domestique. Pourtant, il montre qu’il existe des collaborations transpécifiques dans lesquelles les animaux jouent le rôle de sentinelles permettant de détecter l’émergence et la transmission de nouveaux virus. « Les sentinelles, comprises dans leur contexte écologique, décentrent ainsi les humains en montrant leur dépendance vis-à-vis des autres espèces sur une planète menacée qu’ils habitent en commun». Il montre que l’humain n’est pas un système disposant d’un bagage immunitaire donné puisqu’il est inséparable de son environnement. Dans un même ordre d’idée, la théoricienne Jane Bennett affirme que les concepts d’individu et d’intérêt individuel sont ambigus puisque même notre propre corps abrite des étrangers et dépend d’entités et de matériau inorganiques pour se maintenir en vie. Il est donc de plus en plus difficile de distinguer l’être humain de son environnement.

### Réalisme spéculatif et ontologie orientée-objet
Le réalisme spéculatif est un mouvement de pensée en métaphysique. Il s’articule essentiellement autour d’une opposition à l’anthropocentrisme inhérent au corrélationisme de la philosophie occidentale depuis Kant. Le corrélationnisme soutient que la philosophie ne peut accéder à la réalité des choses qu’à travers la relation qui existe entre elles et l’esprit humain. Ce faisant, il ne nie pas l’existence d’une réalité extérieure mais celle-ci n’existe qu’en relation à la conscience humaine. Selon Levi Bryant, cela conduit à un souci exclusif ou asymétrique de la façon dont la conscience humaine se rapporte à l’objet, au détriment de l’objet lui-même. Le pouvoir de l’objet relèverait plutôt de sa force de conditionnement qui court-circuite généralement notre conscience.
L’ontologie orientée objet (Object-oriented ontology (en)) est une posture ontologique plus précise que le réalisme spéculatif et sa critique de l’anthropocentrisme est davantage radicale. Elle affirme que les objets ont une existence indépendante de la perception et de la cognition humaine. Les objets ne se limitent pas à leurs relations pratiques ou théoriques avec les humains, et ils existent même en dehors de la connaissance humaine. Deux objets peuvent donc entrer dans une relation qui exclut tout humain. Quand la connaissance se pose sur un objet, elle n’en a jamais une connaissance complète et directe, seulement partielle. Ceci implique aussi que les objets ne se réduisent pas à leurs propriétés – celles-ci se rapportant à une relation. Il reste toujours quelque chose de l’objet qui demeure en retrait de la relation. L’ontologie orientée-objet rejette deux stratégies, répandues en philosophie, de dévaluation des objets. La première consiste à dire qu’ils ne sont que l’effet ou l’expression d’une force sous-jacente ou d’un processus plus profond. La deuxième consiste à dire qu’il n’est rien d’autre que son apparence dans l’esprit humain ou encore, comme le font les constructivistes, qu’il n’a aucune réalité indépendante hors du langage, du discours ou du pouvoir. Ainsi Graham Harman soutient que l’ontologie orientée-objet défend qu’un objet, peu importe son échelle et sa complexité, n’est pas réductible à ses composantes plus petites, et qu’il est toujours plus que ses relations, que ses qualités et que ses effets.